# Вучияк
Вучияк — гора и одноимённая область на территории Республики Сербской, в северной её части. Находится к северу от города Добой в регионе Посавина. Высота горы составляет 359 метров над уровнем моря. Область Вучияк на востоке простирается вдоль реки Босна до её впадения в Саву. На севере — от впадения Босны в Саву и до города Брод. А на западе — вдоль трассы Добой — Дервента — Брод.
На Вучияке находится сербский православный храм, посвященный Святому Йовану Владимиру. Здесь же ежегодно проходят «Дани Липе на Вучијаку» в память о павших сербских солдатах и об операции «Коридор», которую в Республике Сербской часто называют «Коридор жизни».
На Вучияке родились известный четнический воевода Никола Калабич и известный сербский командир времен распада Югославии Велько Миланкович.